# Station Hineno
 Station Hineno  (日根野駅, Hineno-eki) is een spoorwegstation in de Japanse stad Izumisano, gelegen in de prefectuur Osaka. Het wordt aangedaan door de Hanwa-lijn en de Kansai-Kūkō-lijn.

## Lijnen

### JR West
| 1   | ■ Kansai-kuko-lijn | richting Rinkū Town en Luchthaven Kansai |
| 2   | ■ Hanwa-lijn       | richting Izumi-Sunagawa en Wakayama      |
| 3,4 | ■ Hanwa-lijn       | richting Ōtori, Tennōji en Osaka         |

## Geschiedenis
Het eerste station werd in juni 1930 aan de Hanwa-lijn geopend. In 1994 werd de Kansai-kuko-lijn geopend, waarvan station Hineno het beginstation werd.

## Overig openbaar vervoer
Nabij het station bevindt zich een busstation.

## Stationsomgeving
- Kansai Airport Hotel
- 7-Eleven
- Toeristische Universiteit van Osaka
- Æon-winkelcentrum Hineno
- Senshu Ikeda Bank
- Kansai Urban Bank
- Kiyo Bank
- Autoweg 481

(Hanwa-lijn - Tennōji, Ōsaka<<) · Hineno · Rinku Town · Luchthaven Kansai